# Rômulo (mestre da cavalaria)
Rômulo (em latim: Romulus) foi um oficial romano do século IV, ativo durante o reinado de Magnêncio (r. 351–353). Talvez deve ser identificado ao hiparco de Magnêncio presente na Batalha de Mursa Maior, o que faria dele o mestre da cavalaria, e foi morto nessa batalha em 28 de setembro de 351.